# Foreston
Foreston è un comune degli Stati Uniti d'America, situato nello Stato del Minnesota, nella Contea di Mille Lacs.